# Балабанча (Тулћа)
Балабанча (рум. Balabancea) насеље је у Румунији у округу Тулћа у општини Хамчарка. Oпштина се налази на надморској висини од 78 m.

## Становништво
Према подацима из 2002. године у насељу је живело 432 становника, од којих су сви румунске националности.